# Matthew Ebden
Matthew Ebden (n. 26 noiembrie 1987) este un tenismen profesionist australian. Cea mai bună clasare a sa la simplu este locul 39 mondial, la 22 octombrie 2018, și la dublu locul 1 mondial, în februarie 2024. Ebden a câștigat unsprezece titluri ATP la dublu. 
Ebden este de trei ori campion de Grand Slam, după ce a câștigat Wimbledon 2022 la dublu masculin alături de Max Purcell, Australian Open 2024 la dublu masculin alături de Rohan Bopanna și Australian Open 2013 la dublu mixt cu Jarmila Gajdošová. De asemenea, Ebden s-a clasat pe locul al doilea la Australian Open 2022 și US Open 2023 la dublu masculin alături de Purcell și, respectiv, Bopanna, precum și la Australian Open 2021 și Wimbledon 2022 la dublu mixt, în pereche cu Samantha Stosur.
La simplu, Ebden a fost finalist la Hall of Fame Championships 2017. El a obținut cel mai bun rezultat major al său la Campionatele de la Wimbledon din 2018, ajungând în runda a treia. Ebden a reprezentat Australia în Cupa Davis din 2012 și a câștigat medalia de bronz la simplu la Jocurile Commonwealth din 2010.